# 穗唇魮
長身穗唇魮（学名：Crossocheilus oblongus，Crossocheilus siamensis是舊學名，穗唇魮是舊正名），又稱長橢圓鯉、暹羅角魚、暹羅穗唇魮，為輻鰭魚綱鯉形目鯉科的其中一個種。可作為觀賞魚。

## 分布
本魚分布於泰國、緬甸、柬埔寨、寮國、馬來西亞、印尼、新加坡的溪流中。

## 特徵
本魚體呈魚雷形，被明顯的色彩帶所劃分。頂部的色彩為深綠色，中間隔一條淺黃色條紋，緊挨其下面有一條黑色條紋橫貫全身，腹部為銀黃色。所有鰭都有黃色斑紋，背鰭基部呈黑色，口下位。體長可達16公分。

## 生態
本魚棲息在淡水的溪流中，屬於雜食性，以嘴用來刮食岩石或造景上的水草或藻類，尤其是在水族方面是看上牠們是唯一特別專吃紅藻類、奧杜藻屬的魚類，性情看似溫和，有時可能會對水族箱其他的魚，甚至是同類出現攻擊行為。

## 經濟利用
為觀賞性魚類。